# Кириченко Олексій Петрович
.
Олексій Петрович Кириченко (1894–1941) — старший політрук Робітничо-селянської Червоної Армії, учасник Німецько-радянської війни, Герой Радянського Союзу (1941).

## Життєпис
Олексій Кириченко народився 17 березня 1894 року в селі Локня (нині — Сумський район Сумської області України).
Здобув початкову освіту, з ранніх років працював наймитом. З 1908 жив у Донбасі, працював спочатку коногоном, пізніше забійником на шахті.
У 1915 році Кириченко був призваний на службу до імператорської армії. Брав участь у боях Першої світової війни як кулеметник 228-го піхотного полку. Був заарештований за участь у революційному русі, звільнений після революції. Брав участь у Громадянській війні в Росії. Після її закінчення перебував на господарській та партійній роботі. Спочатку керував низкою шахт, потім став заступником директора Одеського сільськогосподарського технікуму. Член ВКП(б) / КПРС з 1918 року.
1941 року Кириченко був призваний на службу до Робітничо-селянської Червоної Армії. З серпня того ж року — на фронтах Німецько-радянської війни, був відповідальним секретарем партійного бюро 982-го стрілецького полку 275-ї стрілецької дивізії 6-ї армії Південного фронту. 7 вересня 1941 року біля села Кам'янка Красноградського району Харківської області Української РСР Кириченко підняв одну з рот полку в атаку і в бою особисто знищив кілька ворогів.
25 вересня 1941 року він загинув під час бою за село Педашка-Перша Зачепилівського району тієї ж таки області. Похований у братській могилі у селі Рунівщина Зачепилівського району.

## Будинок Кириченка в Одесі
У місті Одесі проживав за адресою: вулиця Педагогічна, будинок 19, у двоповерховому будинку типового проекту з каменю-черепашника, довоєнної споруди, розрахованому на чотири домогосподарства.
Зараз у колишній квартирі Кириченка проживають люди, які не мають до Олексія та його родини жодного відношення.
На стіні будинку розміщено меморіальну дошку.
Станом на 2023 рік будинок визнаний місцевими радами аварійним і підлягає відселенню та зносу.

## Нагороди
Указом Президії Верховної Ради СРСР від 20 листопада 1941 року за «зразкове виконання бойових завдань командування на фронті боротьби з німецькими загарбниками та виявлені при цьому мужність та героїзм» старший політрук Олексій Кириченко посмертно удостоєно високого звання Героя Радянського Союзу. Також посмертно було нагороджено орденом Леніна.